# Fianoniella densa
Fianoniella densa är en stekelart som först beskrevs av Henry Keith Townes, Jr. 1983.  Fianoniella densa ingår i släktet Fianoniella och familjen brokparasitsteklar. Inga underarter finns listade i Catalogue of Life.